# Гумперт, Текла Шарлотта фон
Текла Шарлотта фон Гумперт (нем. Thekla Charlotte von Gumpert; в замужестве Текла фон Шобер (нем. Thekla von Schober); 28 июня 1810, Калиш — 1 апреля 1897 или 2 апреля 1897, Дрезден) — немецкая детская писательница и благотворительница.

## Биография
Текла Шарлотта фон Гумперт родилась 28 июня 1810 года в городе Калише и была третьей из пяти детей окружного врача Кристиана Готлиба фон Гумперта и его жены Генриетты, урождённой фон Эккартсберг и Вайструпп.

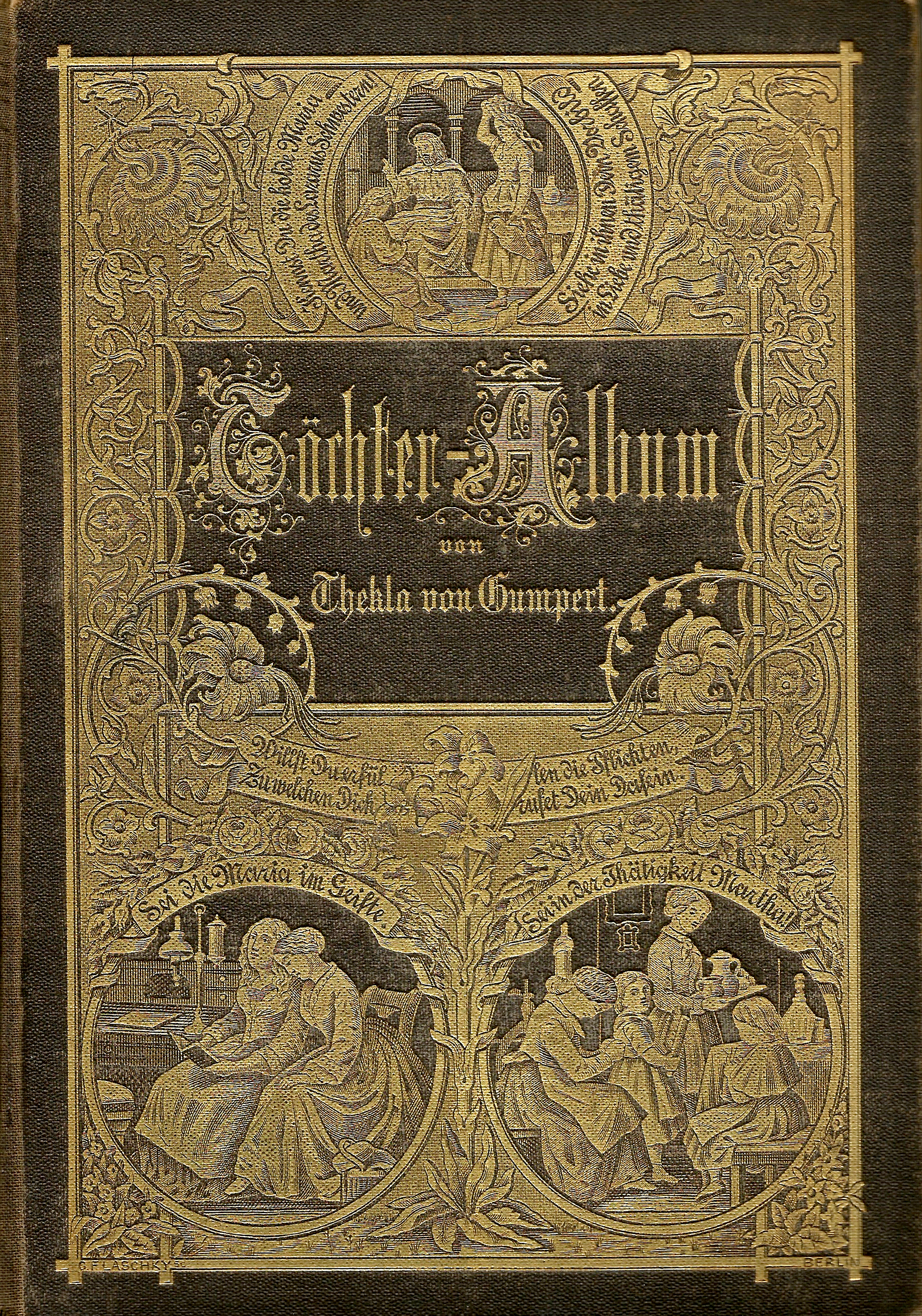
Töchter-Album (1885)

В 1815 году отец был переведен в Позен в качестве государственного медицинского советника и вошёл в более тесные контакты с прусскими правительственными кругами, особенно с губернатором князем Антоном Радзивиллом. Там Текла подружилась со дочерью принцессы Ванды (1813—1846).
Её отец умер, когда ей было 22 года. Некоторое время она жила в семейном поместье, пока его не пришлось продать. Затем она нашла жилье у родственника, барона фон Зейдлица и Курцбаха. Здесь Фекла фон Гумперт целиком посвятила себя детям и осознала свое внутреннее призвание воспитывать детей.
После смерти своей подруги, принцессы Ванды Чарторыйской (урожденной Радзивилл), она взяла на себя воспитание детей и переехала в Дрезден. За этим последовали шесть счастливых и наполненных жизнью лет, пока князь Адам Константин Чарторыйский (из рода Чарторыйских) снова не женился на графине Эльжбете (из рода Дзялынских) из Познани. После свадьбы она переехала жить к своей матери в Берлин. Занимаясь воспитанием детей своей подруги княгини Чарторыйской, она решилась написать для них несколько рассказов, которые обратили на себя внимание своей поэтичностью: «Der kleine Vater und das Enkelkind» (1843); «Mein erstes weisses Haar» (4-е изд., 1884); «Erzählungen aus der Kinderwelt» (Бреславль, 1847—1849).

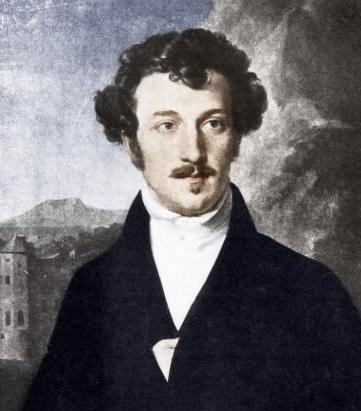
Супруг писательницы
Франц фон Шобер
(художник Лео Купельвизер)

Через советника посольства Веймара и поэта Франца фон Шобера, своего будущего мужа, за которого она вышла замуж в возрасте 46 лет и с которым рассталась в 1860 году, она нашла в себе смелость объединить свои образовательные и литературные навыки и продолжить свой путь в литературе начатый ещё юности. Её новая работа «Отец и внук» принесла желанный успех и в течение следующих нескольких десятилетий она соответствовала вкусу общества того времени и стала одной из самых читаемых и известных писателей для молодежи и детей своего времени.
С 1854 года периодически издавала сначала «Töchter-Album», затем «Herzblättchens Zeitvertreib» (с 1855 г.), «Bücherschutz für Deutschlands Töchter» (1889—94) и свои воспоминания «Unter fünf Königen und drei Kaisern» (1891).
Она побывала в Англии и Германии, чтобы познакомиться с учебными заведениями; однако её идея создания собственного образовательного учреждения не осуществилась. Она поддерживала связь с «отцом» концепции детских садов Фридрихом Фрёбелем и пропагандировала его метод в своей книге «Немецким женщинам». Когда Фрёбель попал в немилость прусского правительства — якобы детские сады распространяли социалистические, либеральные и атеистические взгляды — она дистанцировалась от него, отказалась работать в его журнале и называла себя только его поклонницей, но не ученицей.
Фон Шобер была известна и своей благотворительной деятельностью: часть гонораров за её книги поступали в несколько благотворительных организаций, включая опеку над детьми в Берлине, инвалидам саксонской и прусской армий и в Национальный фонд инвалидов Виктории.
Текла Шарлотта фон Шобер умерла 2 апреля 1897 года в городе Дрездене и была похоронена на Alter Annenfriedhof.
В письме немецкому пастору Генриху Швердту Текла фон Гумперт так описала свои мотивы:
«Цель моей писательской деятельности всегда оставалась прежней: я придаю значение молодёжной литературе только тогда, когда она используется не для праздного развлечения, а как средство обучения, так что она укрепляет ум и сердце и стимулирует и укрепляет волю, направляет на поиски. Вот почему я обращаю взоры детей, и особенно девочек, на разные условия жизни, чтобы показать им, что люди могут быть и стать счастливыми в любых ситуациях…»